# کورل (مینه‌سوتا)
کورل، مینه‌سوتا (به انگلیسی: Correll, Minnesota) یک شهر در ایالات متحده آمریکا است که در مینه‌سوتا واقع شده‌است.

## خصوصیات
کورل ۰٫۹۳ کیلومترمربع مساحت و ۳۴ نفر جمعیت دارد و ۲۹۹ متر بالاتر از سطح دریا واقع شده‌است.